# 7.5 cm GebG 36
7.5cm GebG 36とは第二次世界大戦中に用いられたナチス・ドイツの山砲である。口径は7.5cm、正式名称は7.5cm  Gebirgsgeschütz 36。1938年から1945年の期間に少なくとも1,193門が製造された。第二次世界大戦中、本砲はドイツ陸軍や武装親衛隊の山岳部隊における標準的な軽砲だった。

## 開発と詳細
7.5cm GebG 36は、ドイツ国防軍陸軍の山岳部隊が使用する7.5cm野砲という要望に沿ってラインメタル社が設計したもので、未だに任務に就いていた第一次世界大戦時の山砲、オーストリア＝ハンガリー帝国製のシュコダ 7.5cm ゲビルクスカノーネ M.15を代替するものだった。量産は1938年に開始されたものの、この年に何門が生産されたか正確には不明である。1939年から1945年の間に約1,193門が量産された。
7.5cm GebG 36の設計は、ドイツの標準的な水平鎖栓による尾栓の閉鎖機構および砲口制退器を装備し、砲自体に関してはわりあいに伝統的なものだった。高い仰角で射撃する本砲の能力を最大限活かすよう、砲尾と地面との間の距離を伸ばす意図で砲の後方に砲耳が付いていた。これにより砲口重量のバランスをとるため、バネの装備が必要となった。さらに本砲には、仰角の増大に応じて後座距離が短くなる可変後座機構が採用された。輸送用のジョイントを合体させたために砲尾は非常に大型であり、砲身から分解することができた。
開脚式砲架の先端には駐鋤（ちゅうじょ）が装備され、これは着脱可能だった。一般的に本砲には、軽合金製のディスクホイールにゴム製リムのついた車輪が使われたが、初期の砲には木製スポークの車輪が装備されている。重量軽減のために防盾は装着されなかった。この砲はひとまとめで牽引されるか、ラバや軍馬によって運搬するため、8分割の梱包品として分解積載された。本砲の自重は750kgである。
7.5cm GebG 36の軽さが原因となり、低仰角で発砲する際には反動力で砲が跳ねた。これは反動力が砲の駐鋤をてこの支点として働かせ、車輪をてこの作用で上方へ動かしたためである。実際、砲の跳躍が過大だったことから、装薬の最大量である「装薬5」を装填した際には15度以下の低仰角での発砲が禁止された。高仰角の射撃であれば、制退機構によって緩衝されなかった残余の反動力を地面が吸収したため、まったく安全だった。

### 弾薬
7.5cm GebG 36は多種の弾薬を発射できたが、特別な例外として通常型の徹甲弾は無かった。代わりに本砲は重量5.83kgのユニークな成形炸薬弾を用い、その射程は9,250mだった。
本砲には重量5.83kgの高性能榴弾が用意されていたが、7.5cm FK 18が使っていた弾薬も同様に射撃できた。状況が求めるならば、本砲は色つきの発煙弾を撃てた。この砲は4段階に装薬を増した。所要の射程に届かせるため、装薬は共に加えられた。「装薬5」は、砲の射程の限界となる目標に対し、他の全ての装薬に代えて使用できた。
軽砲としてこの射程は相当なものである一方、第二次世界大戦当時の要求において、7.5cmという口径は小さすぎたことがすぐに判明した。

## 部隊組織
本砲は4門で1個隊を組織した。各隊は大隊に2個か3個置かれた。山岳砲兵連隊は、どこでも7.5cm GebG 36を装備する1個から3個の大隊を保有することとなっていた。